# هری گلاس
هری گلاس (انگلیسی: Harry Glaß؛ ۱۱ اکتبر ۱۹۳۰ – ۱۳ دسامبر ۱۹۹۷) از برندگان مدال‌های بازی‌های المپیک زمستانی و افسر پلیس، Olympic skier اهل آلمان بود. وی بین سال‌های ۱۹۵۲ تا ۱۹۶۰ میلادی فعالیت می‌کرد.
وی در مسابقات کشوری و بین‌المللی در مجموع برندهٔ ۱ مدال برنز شده‌است.